# Scrivener's Moon
Scrivener's Moon è un romanzo fantastico per ragazzi scritto da Philip Reeve, pubblicato nel 2011.